# Rewe (obchodní řetězec)
Rewe GmbH (zkratka pro Revisionsverband der Westkauf-Genossenschaften) je obchodní řetězec supermarketů, hypermarketů a večerek provozovaných společností Rewe Group na území Německa.
Obchodní řetězec byl založen v roce 1927.
S počtem okolo 3 600 prodejnami se jedná o druhý největší obchodní řetězec v Německu.